# Низовский поселковый совет (Сумский район)
Низовский поселковый совет (укр. Низівська селищна рада) — входит в состав Сумского района Сумской области Украины.
Административный центр поселкового совета находится в пгт Низы.

## Населённые пункты совета
- пгт Низы
- с. Луговое